# Mont à Perron
Der Mont à Perron ist ein 2667 m hoher Berg im Kanton Wallis in der Schweiz. Der Berg liegt 12 km westlich von Sion, oberhalb von Ardon. Es handelt sich um einen Nebengipfel auf dem Nordgrat des Haut de Cry (2969 m).